# زفن غوران إيريكسون
زفن غوران إريكسون (بالسويدية: Sven-Göran Eriksson)، (5 فبراير 1948 - 26 أغسطس 2024) لاعب ومدرب كرة قدم سويدي سابق.
درب منتخب إنجلترا لكرة القدم بين عامي 2001 و2006، وفي موسم 2007/2008 درب نادي مانشستر سيتي، ومنذ عام 2008 درب منتخب المكسيك لكرة القدم.
درب ساحل العاج في كأس العالم 2010 في جنوب أفريقيا.

## حياته الشخصية
كان إريكسون متزوجًا من آن كريستين بيترسون مُنذ يوليو 1977 حتى طلاقهما في عام 1994. كان لديهما طفلان. في مايو 1998، تعرف إريكسون إلى المحامية الإيطالية الأمريكية نانسي ديلوليو وبدأوا علاقة بعد ذلك بستة أشهر. في عام 2001، انتقلا إلى لندن. في أوائل عام 2002، كان لإريكسون علاقة مع مقدمة البرامج التلفزيونية البريطانية السويدية أولريكا جونسون، لكنه عاد إلى ديلوليو. في أغسطس 2004، كانت له علاقة مع السكرتيرة البريطانية البنغلاديشية فاريا علام.
نُشرت السيرة الذاتية لإريكسون بعنوان قصتي في نوفمبر 2013.
في أكتوبر 2016، أعلن إريكسون عن نيته اتخاذ إجراءات قانونية ضد مظهر محمود استنادًا إلى أن قصة "نيوز أوف ذا وورلد" في يناير 2006 كلفته وظيفة تدريب منتخب إنجلترا.

## المرض والوفاة
في يناير 2024، أعلن إريكسون أنه شُخص بمرض سرطان البنكرياس وأنه «في أفضل الأحوال سيعيش لمدة عام.» في مارس 2024، عاد من اعتزاله لمُباراة واحدة، حيث قاد فريق أساطير ليفربول في مباراتهم الخيرية ضد أياكس. كُرم إريكسون بعد ذلك من قبل أنديته السابقة بنفيكا، نادي غوتبورغ، سامبدوريا، لاتسيو، نادي ديجرفورس، ونادي تورسبي في ملاعبهم الخاصة.
تُوفي إريكسون في منزله في بيوركيفورس بالقرب من سونه في السويد صباح يوم 26 أغسطس 2024 عن عمر ناهز السادسة والسبعين.

## روابط خارجية
- زفن غوران إيريكسون على موقع IMDb (الإنجليزية)
- زفن غوران إيريكسون على موقع ألو سيني (الفرنسية)
- زفن غوران إيريكسون على موقع ديسكوغز (الإنجليزية)
- زفن غوران إيريكسون على موقع قاعدة بيانات الفيلم (الإنجليزية)
- زفن غوران إيريكسون على موقع الاتحاد الدولي (مؤرشف)  (الإنجليزية)
- زفن غوران إيريكسون على موقع قاعدة بيانات كرة القدم.إي يو (الإنجليزية)
- زفن غوران إيريكسون على موقع ناشيونال فوتبول تيمز (الإنجليزية)
- زفن غوران إيريكسون على موقع Soccerbase.com (مدرب) (الإنجليزية)
- زفن غوران إيريكسون على موقع Soccerway.com (الإنجليزية)
- زفن غوران إيريكسون على موقع عالم كرة القدم.نت (الإنجليزية)